# 北朝鮮實錄
《北朝鮮實錄》（：／）是匯集1945年8月15日來蘇聯託管北朝鮮至朝鲜民主主义人民共和国每日新聞而成的編年體史料集。實錄甄別直接收集的朝鲜劳动党中央委员会機關報《勞動新聞》、當地雜誌等，以及翻譯的海外資料，匯集當時居民生活的痕跡與片段。實錄判斷資料可信與否並甄別，依場合附上解說與腳註，以便綜合理解。大韩民国慶南大學極東問題研究所招聘客座教授金光雲主編。

## 概要
《北朝鮮實錄》大量使用當地发行的《勞動新聞》《朝鮮人民軍》《平壤新聞》《勞動者新聞》等主要機關報，各領域雜誌，中华人民共和国《人民日报》、苏联《真理报》等海外定期刊物，外交文書與日誌，以及外國生產資料等。由於朝鲜民主主义人民共和国审查制度，朝鮮民主主義人民共和國及其歷史研究者自行尋找資料十分困難。在缺乏系統整理深入研究所需一手史料的情況下，2018年刊行的實錄含有相片、解說、年表、腳註，並更正了錯誤，引起學界內外關注。實錄由大韓民國國史編纂委員會編史研究官兼北韓大學院大學數位資料中心長金光雲企劃、甄別史料、編輯腳註、總括執行。金光雲將1945年8月15日至1994年7月8日金日成逝世的事情以編年體形式安排，每卷約760頁。預計將來工作量達1000冊。

## 出版
| 出版年 | 冊數    | 時期                         |
| ------ | ------- | ---------------------------- |
| 2018年 | 1—30    | 1945年8月15日—1949年6月30日  |
| 2019年 | 31—43   | 1949年7月1日—1950年6月30日   |
| 2019年 | 98—114  | 1953年7月1日—1954年4月8日    |
| 2020年 | 44—53   | 1950年7月1日—1950年12月31日  |
| 2020年 | 115—124 | 1954年4月9日—1954年9月23日   |
| 2021年 | 54—63   | 1951年1月1日—1951年6月25日   |
| 2021年 | 64—73   | 1951年6月26日—1951年12月17日 |